# NGC 247
NGC 247 es una galaxia espiral intermedia que se encuentra a unos 9 millones de años luz de distancia en la constelación de Cetus, unos 3° al sur de Deneb Kaitos (β Ceti).
NGC 247 es un miembro del Grupo Sculptor, una de las agrupaciones galácticas más cercanas a la Vía Láctea. Es una de las galaxias gravitacionalmente ligadas a NGC 253, formando un pequeño núcleo en el centro del Grupo Sculptor. En la imagen de NGC 247 obtenida con el telescopio GALEX se observa una región en la parte superior en donde el déficit de gas produce un vacío en la formación de nuevas estrellas.
Fue descubierta en 1784 por el astrónomo William Herschel.